# Kaan Kigen Özbilen
Kaan Kigen Özbilen (Turquía, 15 de enero de 1986) es un atleta turco de origen keniano, especialista en la prueba de media maratón en la que llegó a ser subcampeón europeo en 2016.

## Carrera deportiva
En el Campeonato Europeo de Atletismo de 2016 ganó la medalla de plata en la media maratón, empleando un tiempo de 1:02:27 segundos, llegando a meta tras el suizo Tadesse Abraham y por delante del italiano Daniele Meucci (bronce con 1:02:38 segundos).